# Piério (conde dos domésticos)
Piério (em latim: Pierius; m. 11 de agosto de 490) foi um oficial romano do século V, que esteve ativo na Itália sob o rei Odoacro (r. 476–490).

## Vida
Piério aparece pela primeira vez em 488, quando era conde dos domésticos, posição que reteve até 490. Em 488, supervisionou a retirada de provinciais romanos de Nórica à Itália, em março de 489 foi descrito como homem ilustre e magnífico e em 11 de agosto de 490 comandou os exércitos de Odoacro na Batalha de Ádua contra as tropas de Teodorico, o Grande (r. 474–526); Piério foi morto em combate.
Sabe-se através de um documento datado de 18 de março de 489 que Odoacro prometeu-lhe um presente na forma de propriedades com valor de 690 soldos por ano. Antes dessa data, no entanto, já havia recebido propriedades que rendiam-lhe 650 soldos da soma prometida, a Massa Piramitana próximo de Siracusa, na província da Sicília, que rendia 430 soldos ao ano, e a ilha de Melita na província da Dalmácia, que rendia 200 soldos ao ano.
Na data do documento supracitado, recebeu mais propriedades que renderam-lhe um pouco mais dos 40 soldos restantes, todas adjacentes à Massa Piramitana: a Fazenda de Emiliano valia 18 soldos, o restante do Fazenda de Dublo valia 15 ¾ soldos e parte da Fazenda de Putáxia valia 7 soldos. Seus fazendeiros registraram o documento em Ravena e em Siracusa e então tomaram posse formal das novas propriedades.